# Даксберг
Даксберг (нім. Dachsberg) — громада в Німеччині, знаходиться в землі Баден-Вюртемберг. Підпорядковується адміністративному округу Фрайбург. Входить до складу району Вальдсгут.
Площа — 35,60 км2. Населення становить 1430 ос. (станом на 31 грудня 2020).